# 정현창
정현창(2006년 7월 14일 ~ )은 KBO 리그 KIA 타이거즈의 내야수이다.

## NC 다이노스시절
2025년 7라운드 67순위로 입단하였다.
2025년 5월 18일 키움 히어로즈와의 경기에 출전하며 데뷔 첫 경기를 치렀고, 경기에서 1타수 무안타를 기록하였다.

## KIA 타이거즈시절
2025년 7월 28일에 김시훈, 한재승과 3:3 트레이드되어 이적하였다.

## 출신 학교
- 김해부곡초등학교
- 토현중학교
- 부산공업고등학교